# Bob Lind (musiker)
Bob Lind, född Robert Neale Lind 25 november 1942 i Baltimore, Maryland, är en amerikansk sångare, kompositör och sångtextförfattare.

## Diskografi
Album
- 1966 – Don't Be Concerned
- 1966 – Photographs of Feeling
- 1966 – The Elusive Bob Lind
- 1971 – Since There Were Circles
- 2006 – Live at The Luna Star Cafe
- 2012 – Finding You Again
- 2016 – Magellan Was Wrong

Singlar (på Billboard Hot 100)
- 1965 – "Elusive Butterfly" (#5)
- 1966 – "Remember the Rain" (#64)